# قلتة زرقاء
القلتة الزرقاء هي بلدية بـ دائرة العلمة، الكائنة بـ ولاية سطيف الجزائرية، تحدها شمالا بلدية تاشودة وبلدية بني فودة، وشرقا بلدية أولاد صابر، وغربا بلدية البلاعة، وجنوبا بلدية العلمة، وهي بلدية تعدادها السكاني حوالي 14000 نسمة، إحصاء 2008 م، يمارس سكانها الفلاحة بجميع أنواعها مثل الزراعة وتربية المواشي والدواجن وغيرها 

## السكان
حسب إحصائيات الديوان الوطني للإحصاء لسنة 2008 فقد بلغ عدد سكان بلدية القلتة الزرقاء 15,472 نسمة، بمعدل نمو 0.9 مقارنة بسنة 1998.

## الموقع
بلدية القلتة الزرقاء، تقع في الجزء الشرقي لولاية سطيف، يحدها من الشمال بلديتي تاشودة وبني فودة، من الشرق بلدية البلاعة، من الغرب بلدية أولاد صابر، من الجنوب بلدية العلمة.